# Denis Louis Martial Avenel
Denis Louis Martial Avenel, né à Orbec (Normandie) le 28 mai 1783 et mort le 19 août 1875 à Paris, est un journaliste et homme de lettres français, conservateur de la bibliothèque Sainte-Geneviève.

## Biographie
Il est auditeur au Conseil d'État du roi de Westphalie et secrétaire du roi avant de devenir journaliste. Il collabore entre autres à la Revue encyclopédique, au Constitutionnel et au Courrier français. Il entre en 1848 comme sous-bibliothécaire à la bibliothèque Sainte-Geneviève, dont il est nommé conservateur en 1856. Il est connu surtout pour son édition des Lettres, instructions diplomatiques et papiers d'État du Cardinal de Richelieu, parue en huit volumes entre 1853 et 1877.
Il est inhumé au cimetière du Père-Lachaise à Paris (20e division), à Paris..

## Distinctions
- Chevalier de la Légion d'honneur
- Officier de l'Instruction publique

## Source
- Domenico Gabrielli, Dictionnaire historique du cimetière du Père-Lachaise XVIIIe et XIXe siècles, Paris, éd. de l'Amateur, 2002, 334 p. (ISBN 978-2-85917-346-3, OCLC 49647223, BNF 38808177)